# Jude Law
David Jude Heyworth Law (ur. 29 grudnia 1972 w Lewisham) – brytyjski aktor filmowy, teatralny i telewizyjny, reżyser i producent filmowy.
Laureat nagrody BAFTA (1999) za drugoplanową rolę Dickiego Greenleafa w filmie Utalentowany pan Ripley, honorowego Césara (2007) i nagrody prezydenta na Festiwalu Filmowym w Karlowych Warach (2010). Dwukrotnie nominowany do Oscara: w 2000 za drugoplanową rolę w filmie Utalentowany pan Ripley i w 2004 za główną rolę w filmie Wzgórze nadziei.

## Życiorys

### Rodzina i edukacja
Urodził się w Lewisham, w dzielnicy południowego Londynu jako syn pary nauczycieli – Margaret „Maggie” Anne (z domu Heyworth) i Petera Roberta Law. Jego starsza siostra Andrea Natasha (ur. 1 stycznia 1970) została artystką malarką, grafikiem i fotografem. Jego imię zostało zaczerpnięte z książki Thomasa Hardy Juda nieznany i piosenki The Beatles „Hey Jude”. Dorastał w Blackheath, w rejonie Royal Borough of Greenwich. Kształcił się w John Ball Primary School w Blackheath i Kidbrooke School, później uczęszczał do Alleyn’s School.

### Kariera
Pracę zawodową z aktorstwem rozpoczął w wieku 12 lat, dołączając do National Youth Music Theatre, w którym grał Józefa w musicalu Andrew Lloyd Webbera i Tima Rice’a Józef i cudowny płaszcz snów w technikolorze (1989) i spektaklu Bertolta Brechta Kaukaskie koło kredowe (1989). Porzucił szkołę, aby poświęcić cały czas roli w operze mydlanej Famillies.
W 1992 zaczął grać przede wszystkim w teatrze. Był nominowany do Laurence Olivier Award dla najlepszego debiutanta za rolę Michaela w tragikomedii Jeana Cocteau Straszni rodzice (Les Parents terribles) w Lyttelton Theatre. W 1995 otrzymał nominację do nagrody Tony za rolę Michaela w sztuce Straszni rodzice (Indiscretions) w Ethel Barrymore Theatre na Broadwayu.
W filmie zadebiutował rolą w dramacie kryminalnym Paula W.S. Andersona Shopping (1994). Po udziale w dramacie wojennym Piętno (1997) jako żołnierz z Clive Owenem, filmie science fiction Andrew Niccola Gattaca – szok przyszłości (1997) i dramacie kryminalnym Clinta Eastwooda Północ w ogrodzie dobra i zła (1997) zagrał postać Lorda Alfreda ‘Bosie’ Douglasa w filmie biograficznym Wilde. Historia pisarza (1997).

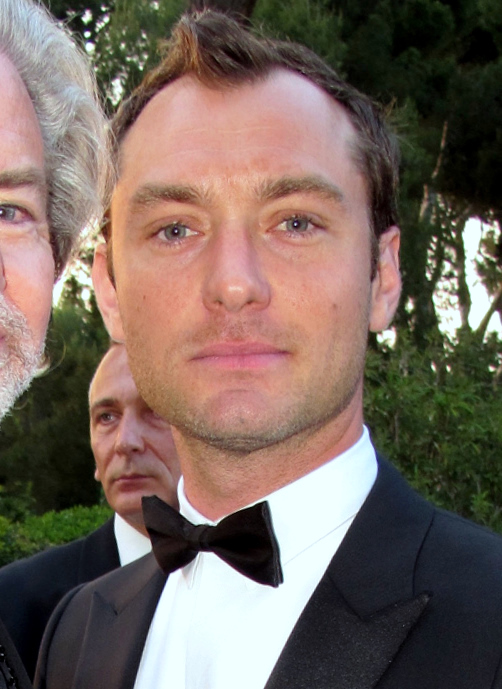
Law (2011)

W 1998 wystąpił w roli wampira w kilkukrotnie nagrodzonym horrorze Mądrość krokodyli. Rok później zagrał głównego bohatera Teda Pikula w filmie Davida Cronenberga eXistenZ (1999). Za drugoplanową rolę Dickiego Greenleafa w thrillerze psychologicznym Anthony’ego Minghelli Utalentowany pan Ripley (The Talented Mr. Ripley, 1999) otrzymał nagrodę BAFTA oraz był nominowany do Złotego Globu i Oscara.
W 2011 zasiadał w jury konkursu głównego na 64. Międzynarodowym Festiwalu Filmowym w Cannes. Za telewizyjną kreację Piusa XIII w serialu Paolo Sorrentino Młody papież (The Young Pope, 2016) otrzymał Nagrodę Fondazione Mimmo Rotella na 73. Międzynarodowym Festiwalu Filmowym w Wenecji. W 2017 na scenie Barbican Theatre w Londynie zadebiutował w roli kierowcy Gina w scenicznej adaptacji filmu Luchino Viscontiego Opętanie (1943). Zagrał Albusa Dumbledore’a w filmie Fantastyczne zwierzęta: Zbrodnie Grindelwalda (2018).

## Życie prywatne
W 1993, podczas realizacji filmu Shopping, poznał Sadie Frost. Wzięli ślub 2 września 1997. Mają trójkę dzieci: dwóch synów – Rafferty’ego (ur. 6 października 1996) i Rudy’ego (ur. 10 września 2002) oraz córkę Iris (ur. 25 października 2000). Jest ojczymem syna Sadie, Finlaya, ze związku z Garym Kempem. 29 października 2003 małżeństwo Jude’a i Sadie definitywnie się rozpadło.
Na planie filmu Alfie poznał Siennę Miller. Para zaręczyła się w grudniu 2004, lecz ich związek rozpadł się w listopadzie 2006 po tym, jak Jude przyznał się publicznie do romansu z nianią swoich dzieci. 29 lipca 2009 ogłosił, że po raz czwarty zostanie ojcem po krótkiej znajomości z amerykańską modelką Samanthą Burke (2008), która urodziła ich córkę Sophię (ur. 22 września 2009 w Nowym Jorku). W grudniu 2009 Law i Miller odnowili swój związek. Spędzili razem Boże Narodzenie 2009 na Barbadosie. W lutym 2011 ponownie się rozstali.
Wiosną 2015 przyszło na świat kolejne dziecko Lawa, córka Ada, którą urodziła Catherine Harding.
1 maja 2019 poślubił Phillipę Coan. Latem 2020 r. na świat przyszło ich pierwsze wspólne dziecko.

## Filmografia
Aktor
- 1989: The Tailor of Gloucester jako Stajenny Majora
- 1990–1993: Families jako Nathan Thompson
- 1993: The Marshal jako Bruno
- 1994: Zakupy 'crash and carry' (Shopping) jako Billy
- 1994: Żuraw (The Crane) jako młody mężczyzna
- 1996: I Love You, I Love You Not jako Ethan
- 1997: Wilde. Historia pisarza (Wilde) jako lord Alfred ‘Bosie’ Douglas
- 1997: Piętno jako żołnierz
- 1997: Gattaca – szok przyszłości (Gattaca) jako Jerome Eugene Morrow
- 1997: Północ w ogrodzie dobra i zła (Midnight in the Garden of Good and Evil) jako Billy Carl Hanson
- 1998: Melodie miłości (Music From Another Room) jako Danny
- 1998: Final Cut jako Jude
- 1998: Mądrość krokodyli (The Wisdom of Crocodiles) jako Steve
- 1999: Presence of Mind jako sekretarz
- 1999: eXistenZ jako Ted Pikul
- 1999: Utalentowany pan Ripley (The Talented Mr. Ripley) jako Dickie Greenleaf
- 2000: Miłość, szacunek i posłuszeństwo (Love, Honour and Obey) jako Jude
- 2001: Wróg u bram (Enemy at the Gates) jako Wasilij Zajcew
- 2001: A.I. Sztuczna inteligencja (Artificial Intelligence: AI) jako Żigolak Joe
- 2002: Droga do zatracenia (Road to Perdition) jako Harlen Maguire
- 2003: Wzgórze nadziei (Cold Mountain) jako Inman
- 2004: Sky Kapitan i świat jutra (Sky Captain and the World of Tomorrow) jako Joe ‘Sky Captain’ Sullivan
- 2004: Alfie jako Alfie
- 2004: Aviator (The Aviator) jako Errol Flynn
- 2004: Jak być sobą (I Heart Huckabees) jako Brad Stand
- 2004: Bliżej (Closer) jako Dan
- 2004: Lemony Snicket: Seria niefortunnych zdarzeń (Lemony Snicket’s A Series of Unfortunate Events) jako Lemony Snicket (głos)
- 2006: Holiday (The Holiday) jako Graham
- 2006: Rozstania i powroty (Breaking and Entering) jako Will
- 2006: Wszyscy ludzie króla (All the King’s Men) jako Jack Burden
- 2007: Pojedynek (Sleuth) jako Milo Tindle
- 2007: Jagodowa miłość (My Blueberry Night) jako Jeremy
- 2009: Krzyk Mody (Rage) jako Minx
- 2009: Parnassus (The Imaginarium of Doctor Parnassus) jako Tony (druga przemiana)
- 2009: Sherlock Holmes jako John Watson
- 2009: Dexternity jako Ed King
- 2010: The Diary of a Young London Physician jako dr Jekyll/pan Hyde
- 2010: Repo Men – Windykatorzy jako Remy
- 2011: Epidemia strachu
- 2012: Sherlock Holmes: Gra cieni jako John Watson
- 2012: 360. Połączeni (360) jako Michael Daly
- 2012: Anna Karenina jako Alexei Karenin
- 2012: Strażnicy marzeń jako Pitch (głos)
- 2013: Panaceum jako dr Jonathan Banks
- 2013: Dom Hemingway jako Dom Hemingway
- 2014: Morze Czarne jako kapitan Robinson
- 2014: Grand Budapest Hotel jako młody Autor
- 2015: Agentka jako Bradley Fine
- 2016: Młody papież (The Young Pope) jako papież Pius XIII
- 2016: Geniusz (Genius) jako Thomas Wolfe
- 2017: Król Artur: Legenda miecza jako Vortigern
- 2018: Fantastyczne zwierzęta: Zbrodnie Grindelwalda jako Albus Dumbledore
- 2019: Kapitan Marvel jako Yon-Rogg
- 2019: W deszczowy dzień w Nowym Jorku jako Ted Davidoff
- 2020: Nowy papież (The New Pope) jako Lenny Belardo/papież Pius XIII
- 2022: Fantastyczne zwierzęta: Tajemnice Dumbledore’a jako Albus Dumbledore
- 2023: Piotruś Pan i Wendy jako Kapitan Hak
- 2023: Regentka (Firebrand) jako Henry VIII
- 2024: Gwiezdne wojny: Załoga rozbitków jako Jod Na Nawood
- 2024: The Order: Ciche braterstwo (The Order) jako Terry Husk
- 2024: Eden jako dr Friedrich Ritter

Reżyser
- 1999: Opowieści z metra (Tube Tales)

Producent
- 2004: Sky Kapitan i świat jutra (Sky Captain and the World of Tomorrow)
- 2007: Pojedynek (Sleuth)
- 2009: Dexternity